# نودلز سيلوفان
نودلز سيلوفان أو نودلز زجاجي هو نوع من النودلز الشفافة المصنوعة من النشا (مثل نشا الماش، أو نشا البطاطا، أو نشا البطاطا الحلوة، أو نشا التبيوكة، أو نشا القنا) والماء. يمكن أيضًا استخدام مثبت مثل الشيتوزان (أو الشب، وهو غير قانوني في بعض الولايات القضائية).
يتم بيعها بشكل عام بشكل مجفف، ثم يتم نقعها لإعادة تكوينها، تستخدم في الحساء، أو الأطباق المقلية، أو لفائف الربيع. يطلق عليها اسم "نودلز السيلوفان" أو "النودلز الزجاجي" بسبب شفافيتها التي تشبه السيلوفان أو الزجاج عند طهيها. لا ينبغي الخلط بين نودلز السيلوفان وشعيرية الأرز، المصنوعة من الأرز وتكون بيضاء اللون وليست صافية (بعد طبخها في الماء).